# Anna Green
Pour les articles homonymes, voir Green.
Anna Green, née le 20 août 1990 à Stockport en Angleterre, est une footballeuse internationale néo-zélandaise. Elle joue au poste de défenseuse au Sydney FC.

## Biographie
Internationale néo-zélandaise à partir de 2006, elle évolue en club au Three Kings United avant de rejoindre en 2011 Adelaide United puis en 2012 le 1. FC Lokomotive Leipzig. Maintenant elle fait partie de l'équipe suédoise de Mallbackens IF.